# Rainer Greschik
Rainer Greschik, né le 23 août 1943 à Hohenlinde (de) près de Beuthen, province de Haute-Silésie et mort le 23 janvier 2023, est un architecte allemand qui se distingue également comme collectionneur d'art africain.

## Biographie
Rainer Greschik a grandi dans le Bade-Wurtemberg et a obtenu son diplôme en 1962 à Schopfheim. (district de Lörrach). De 1964 à 1970, Greschik étudie l'architecture à l'école technique supérieure de Berlin - notamment à la chaire de Werner Düttmann - et obtient le grade d'ingénieur diplômé. Greschik est marié et a deux enfants. Il vit et travaille à Berlin.

## Bureau d'architecture
Sur la base de plusieurs premiers prix dans des concours d'architecture, le bureau d'architecture Greschik Kälberer Kuhlen (plus tard GKK + Partner) a été fondé en 1970, immédiatement après la fin de ses études, avec Tilmann Kälberer et Peter Kuhlen. À partir de 1975, l'éventail s'est élargi à la conception de bâtiments administratifs et d'habitation ainsi que d'hôpitaux. Les projets de Greschik à partir de la fin des années 1970 sont proches du régionalisme critique et ont largement contribué à populariser ce style de construction dans l'espace germanophone.

## Constructions et projets
- 1974 : IGS Roderbruch à Hanovre-Roderbruch
- 1976 : Gesamtschule Kikweg à Düsseldorf-Eller[4]
- 1985 : Immeuble d'habitation Kantstraße / Uhlandstraße à Berlin-Charlottenburg
- 1986 : Office régional du travail de Munich
- 1989 : Hôpital Franziskus à Berlin-Tiergarten
- 1994 : Bâtiment administratif de GAGFAH à Berlin-Wilmersdorf
- 1997 : Salle de sport à la Grüntaler Straße à Berlin-Wedding[5]
- 1997 : Clinique de rééducation Sommerfeld, district de Oberhavel
- 2004/2012 : Rénovation et extension de la clinique Hellmuth Ulrici à Sommerfeld

## Collection: Sculptures de la Lobi
En 1992, Rainer Greschik a commencé à s'intéresser à l'art africain. Au sein de ce domaine d'intérêt, il s'est de plus en plus concentré sur l'ethnie Lobi et a réuni une collection de plusieurs centaines de sculptures en les achetant sur le marché international de l'art au cours des décennies suivantes. Depuis la fin des années 1990, il a exposé publiquement des œuvres de sa collection dans plusieurs expositions.  Il a également établi des liens avec l'art contemporain, par exemple lors de l'exposition de sculptures africaines en 1997 à la galerie Seibert-Phillipen à Berlin avec des objets de la collectionneuse de bijoux néerlandaise Ida Boelen van Geldern et en 2010-2011 avec des œuvres du sculpteur Georg Seibert au Kunstkontor Hartmut Rampoldt à Berlin. Le point culminant des projets d'exposition réalisés jusqu'à présent est l'exposition Découverte de l'individu de 2016/17 au musée des collections municipales de l'arsenal à Wittemberg, qui a reçu un accueil international. Pour la planification et l'organisation de l'exposition, Greschik est entré en contact avec le ethnologue Nils Seethaler en tant que curateur. L'exposition a largement contribué à profiler le musée comme un forum de l'art extra-européen en Allemagne centrale. À la suite de l'exposition, Greschik a fait don à la ville d'une série de sculptures de sa collection, perpétuant ainsi à Wittemberg la tradition du collectionneur, mécène et fondateur du musée berlinois Julius Riemer.